# Etichon-Adalric d'Alsace
Pour les articles homonymes, voir Alsace (homonymie).
Etichon-Adalric d'Alsace (dont les noms apparaissent dans les textes sous les formes Eticho, Aticus, Attich, Etih, Chadalricus), né vers 635 dans le pagus Attoariensis (sur le plateau de Langres), mort le 20 février 690,, au Château du Hohenbourg, duc d'Alsace de 662 à 690, est le membre le plus connu de la famille des Étichonides.
Etichon-Adalric est le fondateur de la dynastie des Étichonides et le père de sainte Odile, patronne de l'Alsace. Il est peut-être aussi l'ancêtre de la famille des Habsbourg, de la famille des Eguisheim-Dabo, de la Maison de Bade, de la Maison de Lorraine ainsi que des comtes de Flandres.

## Sa famille
L'ascendance d'Etichon-Adalric est du domaine de la spéculation : il serait le fils d'Adalric, duc du pagus Attoariensis et le descendant de Waldelène et Aelia Flavia. Une autre hypothèse suggère qu'il serait le fils de Leuthéric, majordome du palais du roi Childéric II et petit-fils d'Erchinoald, maire du palais de Neustrie et de Bourgogne sous le règne de Clovis II. La mère d'Etichon-Adalric est peut-être Hultrude de Burgondie, la fille de Guillebaud, patrice, descendant de plusieurs rois burgondes et des Ferréol. Ils ont des ancêtres parmi les Alamans, Romains, Francs, Gaulois et Burgondes, parfois illustres. Son grand-père, le duc Amalgarde de Dijon et son épouse Aquilina du Jura sont déjà les fondateurs de plusieurs monastères et abbayes. Ses parents sont tous des proches des rois francs, grands serviteurs des différents royaumes. Jean de Turckheim, dans ses Tablettes Généalogiques des illustres Maisons des Ducs de Zaeringen montre toutefois que les hypothèses sur ses origines sont multiples et que la descendance de ses enfants hormis Adalbert et Etichon II est un mystère.
D'autres sources le citent fils de Leudesius, maire de palais de Neustrie assassiné en 676, qui est lui-même l'arrière-petit-fils du roi Clotaire Ier et d'Ingonde (parents de Bilichilde, mère par Ansbert d'Erchinoald, père de Leudesius par Leutsinde) : les étichonides descendraient alors des rois mérovingiens.[réf. nécessaire]

## Biographie
Les historiens du temps le représentent comme un homme droit, sincère, libéral, ferme dans ses résolutions et véritablement chrétien, même s’il a parfois un comportement dur et cruel. L'histoire l'accuse d'avoir fait assassiner par ses soudards l'abbé Germain de Moutier-Grandval et certains auteurs pensent même qu'il participa à la mort violente de saint Léger, évêque d'Autun ainsi qu'à celle de saint Colomban.

### Ses débuts et son mariage (vers 655)
Au milieu du VIIe siècle, Adalric, originaire du pagus Attoariensis est un riche propriétaire installé dans la villa royale d'Obernai. C'est un personnage influent au niveau politique et militaire en Austrasie. 
Vers 655, il épouse Berswinde, qui, selon la Chronicon Ebersheimense, est la fille d'une sœur de saint Léger, évêque d'Autun et la sœur d'une reine des Francs. La seule reine qui peut correspondre est Chimnechilde, femme de Sigebert III, roi d'Austrasie. Sur la base de l'onomastique, certains en font une sœur du sénéchal Hugobert.
Berswinde est très pieuse et ne profite de ses richesses que pour les répandre dans le sein des pauvres. Chaque jour, elle se retire dans la partie la plus isolée de son palais pour consacrer ses loisirs à la lecture des livres saints et aux exercices de la piété.
Ce n’est qu’au bout de plusieurs années, en 662, que naît leur première fille, Odile, qui est aveugle.

### Duc d'Alsace (662)
En 662, Etichon-Adalric est nommé duc d'Alsace par le roi Childéric II, succédant au duc Boniface.
Le territoire que tient Etichon-Adalric d'Alsace est plus réduit que celui du duc Boniface, son prédécesseur. Il est situé à l’est des crêtes des Vosges, de l’abbaye de Surbourg, au sud de la Sauer (rivière), jusqu’au sud de l’abbaye de Moutier-Grandval, située dans le nord du Jura. Il inclut le Brisgau et une partie de la plaine rhénane de l’autre côté du Rhin.
Le roi lui adresse, en 663, un second diplôme de donation pour l’abbaye de Munster.

### Les guerres civiles (675-687)

Carte rétrospective du royaume de Syagrius aux royaumes francs, jusque l'empire carolingien sous Charlemagne.

Ambitieux, Etichon-Adalric est l’un des acteurs principaux des guerres qui suivent l'assassinat du roi Childéric II (675). Il profite des désordres du royaume pour affirmer son pouvoir et joue des rivalités entre les grands.
Il soutient d’abord Dagobert II, puis Ébroïn, le maire du palais de Neustrie. Mais ce dernier a pour ennemi l'évêque d'Autun saint Léger, l'oncle de la femme d’Adalric. L'ayant fait prisonnier, il lui fait crever les yeux, puis décapiter à Sarcinium, en Artois, vers 678.

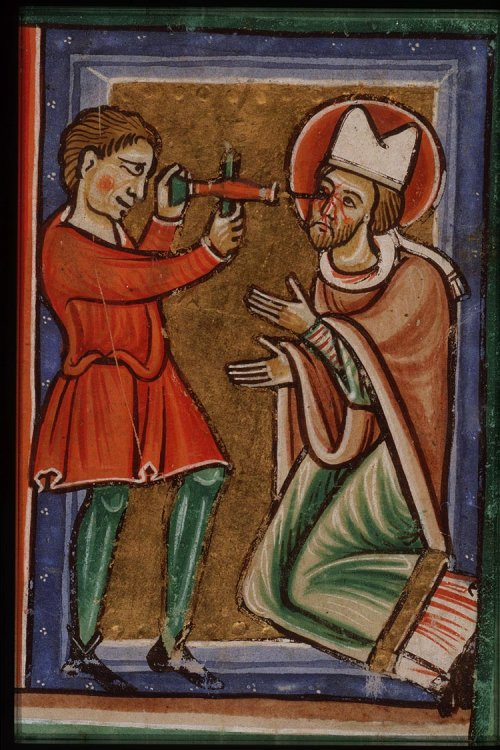
Martyre de Léger d'Autun.

Etichon-Adalric d'Alsace se rapproche alors de Pépin de Herstal, maire du palais d’Austrasie. Cette alliance lui permet de faire face aux menaces d'Ébroïn et d’agrandir son influence vers le sud, vers le Jura. Il participe aussi aux luttes en Bourgogne.
Alors qu'elle est enceinte, la nièce de Berswinde, la reine Bilichilde, épouse de Childéric II est assassinée en même temps que son mari dans la forêt de Lognes, la lauconia silva, vaste étendue boisée qui englobe à l'époque les forêts de Bondy et de Livry.
Profitant de l'assassinat d'Hector, prince de Provence, en 675 ou en 679[réf. souhaitée], Etichon-Adalric envahit la Provence. Il essaie de prendre Lyon, mais en vain. De retour en Alsace, il constate que le roi de Neustrie, Thierry III, a confié ses terres[réf. nécessaire] à un de ses fidèles originaire de Bourgogne.
Après la mort d'Ébroïn en 681, Adalric participe à la lutte entre Neustrie et Austrasie aux côtés de Pépin de Herstal, en particulier à la bataille de Tertry, en juin 687. Il est alors au faîte de sa puissance.

### Le château et l'abbaye de Hohenbourg

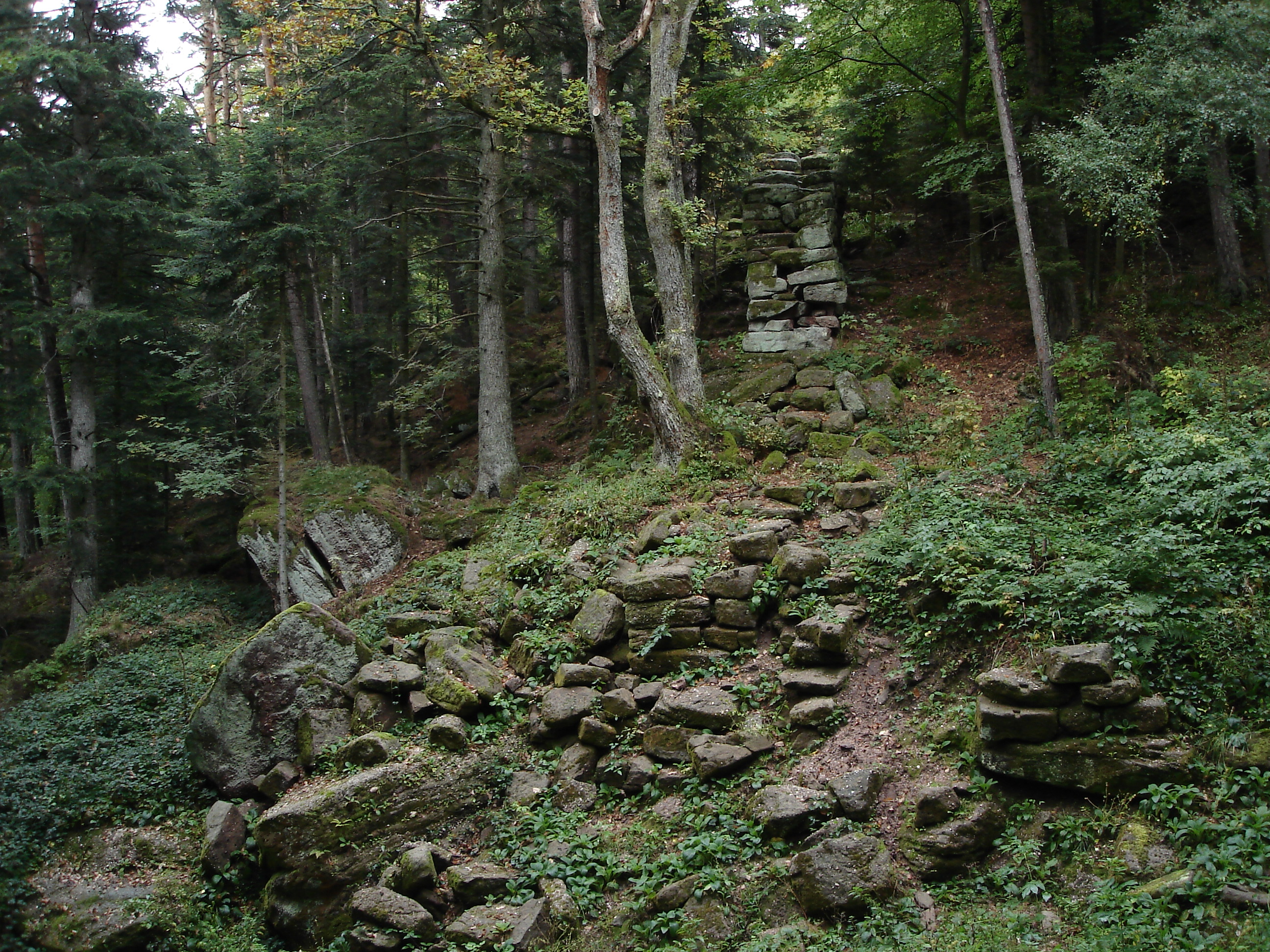
Le mur païen de la montagne de Hohenbourg. Bernard Vogler, dans Nouvelle histoire de l'Alsace, parle de désert forestier pour qualifier son duché.

Adalric désirant posséder une nouvelle résidence, son choix se porte sur le sommet du Hohenbourg, l'actuel mont Sainte-Odile, où se trouvent des ruines d'anciens édifices.
Le duc y fait construire un palais, où il réside pendant la saison d'été, puis, après la naissance de sa fille Odile et de ses cinq autres enfants, de plus en plus fréquemment.
Odile, rentrée au château construit par son père, y donne de la nourriture à des personnes malades et soulage les pauvres. La renommée de ses qualités éminentes y attire aussi les personnes les plus distinguées.
Adalric cède à Odile le château même avec toutes ses dépendances, et cette antique forteresse, qui accueille une cour, va devenir, entre les mains de la future sainte, un asile ouvert à ceux qui veulent fuir le contact du monde. C’est entre 680 et 690 que sont réalisés les travaux nécessaires pour rendre la demeure appropriée à sa nouvelle destination. Le duc pourvoit à toutes les dépenses et préside souvent lui-même à l'ouvrage. Quand les bâtiments sont terminés, Odile en prend possession, à la tête d'une communauté de cent trente religieuses issues de la noblesse rhénane.

### Les fondations monastiques d'Etichon-Adalric

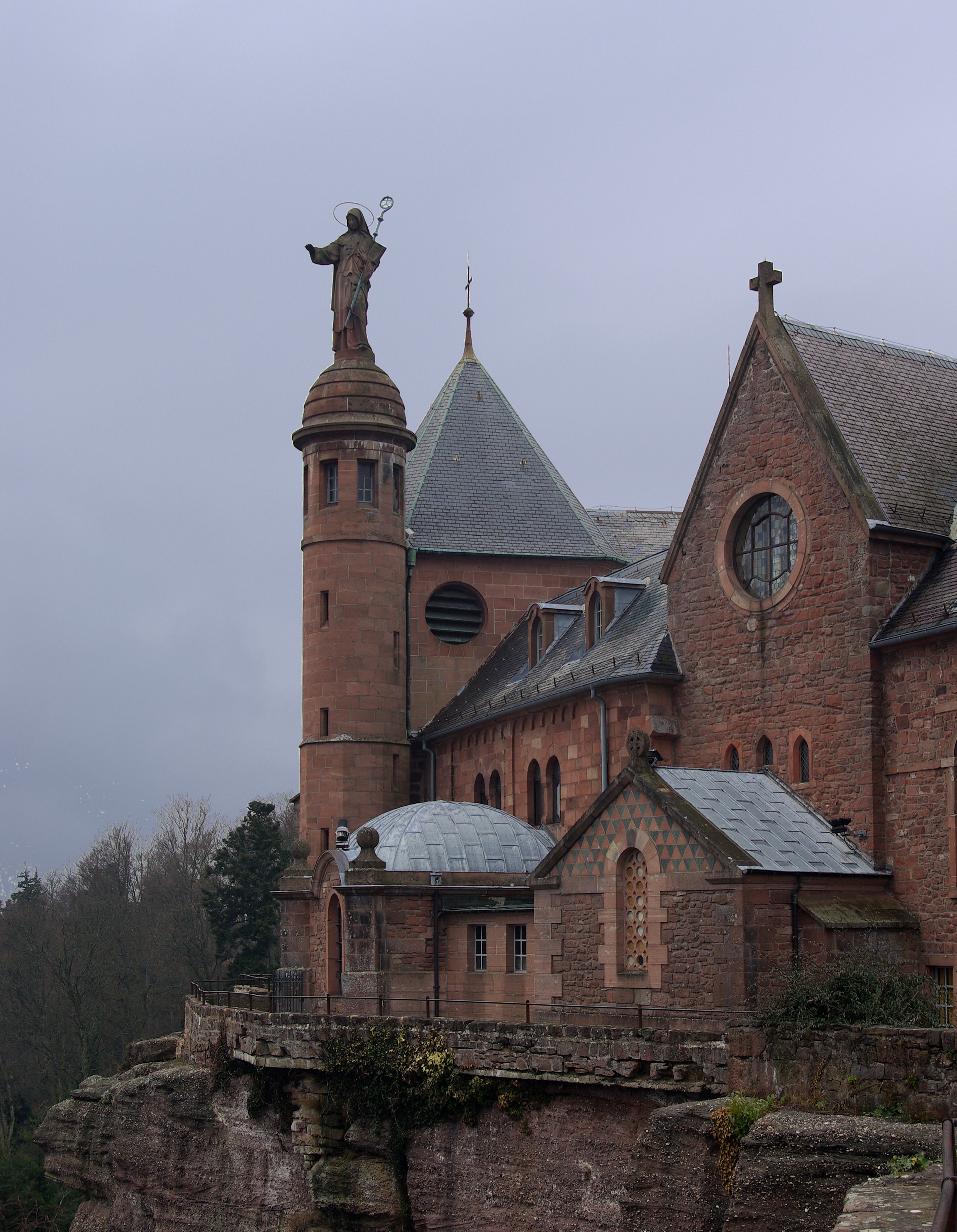
Le couvent du mont Sainte-Odile.

#### L'épisode de Germain de Moutier-Grandval
Pour affirmer sa puissance, Etichon-Adalric fait assassiner Germain, l'abbé de l’abbaye de Moutier-Grandval, descendant d’une famille sénatoriale gallo-romaine.

Le moine lui reproche d’opprimer les populations et de vexer de toutes les façons les moines de Moutier-Grandval en les traitant de rebelles à l’autorité de son prédécesseur et à la sienne. À la tête d'une bande d’Alamans, Etichon-Adalric s'approche du monastère. Germain, accompagné du bibliothécaire de la communauté, va au-devant de l’ennemi. À la vue des maisons incendiées et de ses pauvres voisins poursuivis et égorgés par les soldats, il éclate en larmes et en reproches : 

« Ennemi de Dieu et de la vérité, est-ce ainsi que vous traitez un pays chrétien et comment ne craignez-vous pas de ruiner ce monastère que j’ai moi même bâti. »

Le duc l’écoute sans s’irriter et lui promet la paix. Mais, en revenant à Moutier-Grandval, Germain rencontre sur son chemin des soldats, qu'il entreprend également de prêcher : 

« Chers fils ne commettez donc pas tant de crimes contre le peuple de Dieu ! »

Au lieu de les fléchir ses paroles les exaspèrent, ils le dépouillent de ses vêtements et l’égorgent ainsi que son compagnon.

#### Hohenbourg et Ebersmunster
À partir de ce crime, Adalric change d’attitude envers les moines qui essaient de christianiser, défricher et peupler les forêts de son duché, pleines de brigands et de bêtes féroces.
Il fait appel aux bénédictins et fonde en Alsace plusieurs établissements religieux, garants de sa puissance, dont Ebersheim et Gregoriental.
Etichon-Adalric d'Alsace crée plus particulièrement l’abbaye d’Hohenbourg, qu’il donne à sa fille Odile, et celle d’Ebersmunster, où vers 675, l'abbé irlandais Déodat (le futur saint Dié) fonde une communauté de moines sur le domaine donné par Adalric. La marche de Soultz est donnée en 667 à l'abbaye d'Ebersmunster par ce duc d'Alsace.
Etichon-Adalric d'Alsace donne à l’abbaye d’Hohenbourg naissante plusieurs de ses domaines situés dans la Haute-Alsace et ainsi que les dîmes d'un grand nombre de villages de la Basse-Alsace et du Brisgau. Il en fait faire un acte de donation qu'il met sur l’autel de saint Maurice.

#### Moyen-Moutier
Adalric donne également à son monastère de Moyen-Moutier, la terre de Feldkirch. Un des monastères les plus favorisés fut celui de Moyenmoutier, dont le fondateur saint Hydulphe, avait rendu la vue à sainte Odile. En reconnaissance de ce miracle, Etichon donna à Moyenmoutier de grands biens en Alsace, entre autres, des terres autour de Thanvillé. En 667 d'autres biens également situés près de Thanvillé furent donnés à l'abbaye d'Ebersmunster. Ces biens comprenaient des prés, champs et bois.

### Le duché héréditaire
La guerre civile a comme conséquence un duché d’Alsace réduit en taille à l’est des Vosges. Mais la fonction de duc prend un réel sens et l’Alsace dépend moins des maires du palais que d’autres régions du royaume. Le palais mérovingien à Marlenheim, en Alsace, ne voit plus le séjour d’un nouveau roi à partir de la fin de la vie d’Etichon-Adalric d'Alsace. Ses descendants n’ont pas de rivaux pendant cinquante ans ce qui leur permet de conserver le pouvoir.
Au début de son règne, Adalric d'Alsace avait besoin d’alliés et donc des comtes, mais en 683 dans une assemblée régionale, il désigne son successeur, son fils Adalbert. En contrôlant les monastères et les comtes, qui deviennent des parents, Adalric crée un puissant duché qui commence à prendre le nom d’Alsace et le transmet à ses héritiers Étichonides. Il brise aussi une tradition de partage des pouvoirs entre l’Église et les seigneurs locaux, au profit d’un seul dirigeant, le duc.

### La fin de sa vie
Etichon-Adalric d'Alsace meurt le 20 février 690 dans son château du Mont Sainte-Odile, où il est inhumé.
L’Alsace est en paix. Des moines et leurs serfs défrichent les forêts. Un pouvoir fort succède à une certaine instabilité. Le vieux duc a dû lutter pour prendre le pouvoir et le transmettre. Certains[Qui ?] disent que sa foi chrétienne a changé son caractère. Mais n’est-ce pas plutôt la noblesse rhénane et l’Église locale qui ont changé. Les comtes et les dignitaires sont, du fait du jeu des alliances, ses proches. Odile, devenue sainte tout en conservant son statut de grande Dame et son rang, va devenir un modèle pour la noblesse rhénane et même occidentale au Moyen Âge.
En 1785, dans une des chapelles de l’église de Hohenbourg, le tombeau de ce fameux duc d’Alsace était encore visible. C'est un monument respectable puisqu’il renferme le corps de celui qui a donné tant d’empereurs à l’Allemagne tant de souverains à l’Autriche et à la Lorraine et tant de héros à l’Europe. Il faut cependant garder à l'esprit que les prétentions des maisons de Habsbourg et Lorraine à descendre ne sont que des prétentions non confirmées par des documents contemporains.
Certains historiens et écrivains lui ont donné le nom de saint.

## Descendance

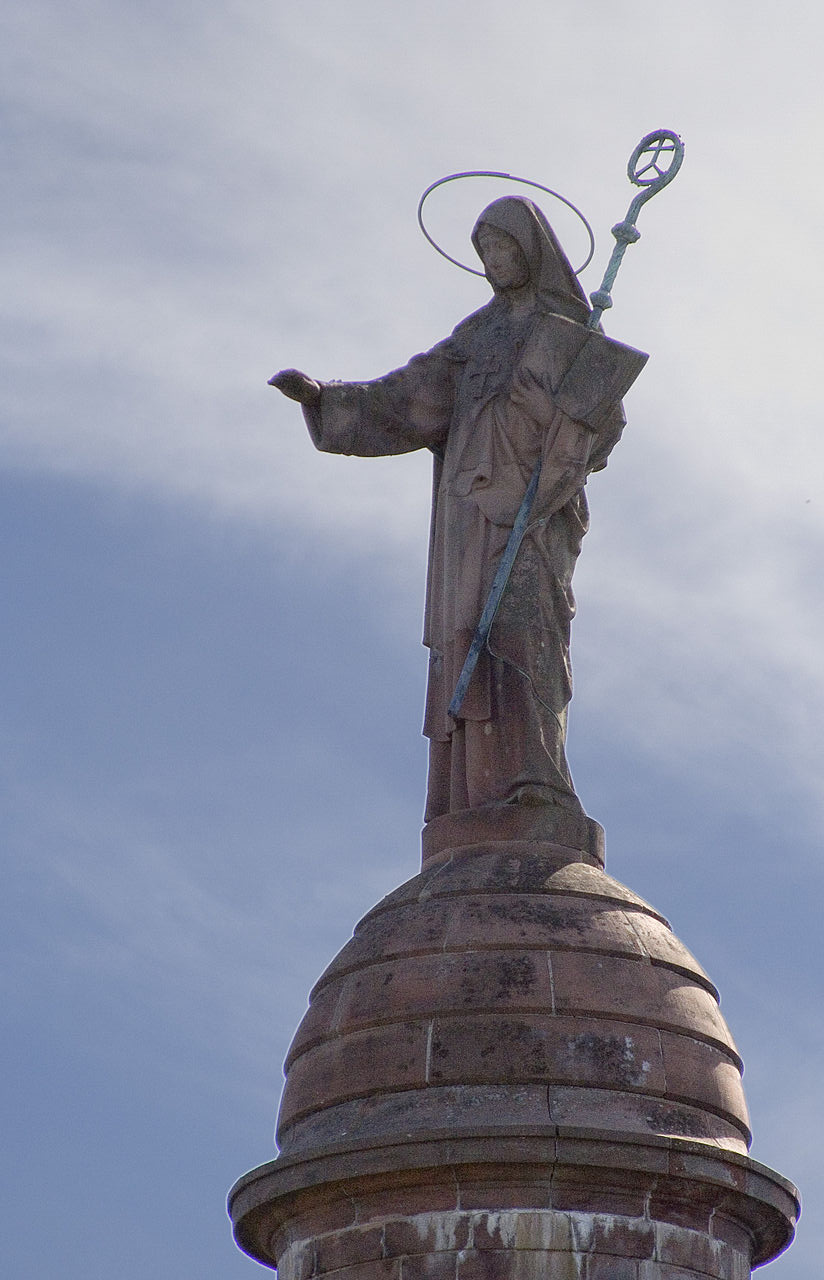
Statue de sainte Odile.

Etichon-Adalric d'Alsace et Bereswinde (653-700) ont six enfants :
- Sainte Odile est née vers 662 à Obernai et décédée vers 720 au monastère d’Hohenbourg. Aldaric songe en vain à marier Odile à quelque puissant seigneur de ses amis. Elle sera canonisée au XIe siècle par le pape Léon IX, et proclamée patronne de l'Alsace par le pape Pie XII en 1946 ;

- Adalbert d'Alsace (vers 665 région d'Obernai-† 722) qui succède à Adalric comme duc d'Alsace après sa mort. Il est également comte de Sundgau. Adalbert construit la résidence royale de Koenigshoffen et les abbayes de Honau et de Saint-Étienne de Strasbourg. L’Alsace est alors un duché très puissant au sein de l’Austrasie. Il épouse Gerlinde, fille d'Odon ;

- Hugues d'Alsace est comte. Il épouse Hermentrude et laisse trois enfants en bas âge, car il est peut-être tué par son père. Il est à l'origine du monastère d'Honau[22] ;

- Etichon II de Nordgau (vers 670-723), comte de Nordgau, possible ancêtre des maisons de Lorraine et d’Eguisheim, ainsi que du pape Léon IX, mais sans que cela soit une certitude. Il est à l'origine du monastère d'Honau[22] ;

- Bathicon d'Alsace (ou « Baducon »), comte d'Alsace, mort en 725. Il est à l'origine du monastère d'Honau et de celui de Wissembourg[22]. L'abbaye Saints-Pierre-et-Paul est fondée sur le site au VIIe siècle par saint Pirmin, sur une île de la Lauter (rivière) ;

- Sainte Roswinde, est la dernière des filles du duc Adalric. Elle imite sa pieuse sœur en se consacrant à Dieu dans le même monastère d’Hohenbourg.

- Etichon-Adalric d'Alsace
  - Adalbert d'Alsace
    - Luitfrid Ier d'Alsace
      - Rhutard de Nordgau

  - Etichon II de Nordgau
    - Albéric Ier de Nordgau
      - Eberhard Ier de Nordgau
        - Albéric II de Nordgau
          - Eberhard II de Nordgau
            - Eberhard III de Nordgau
              - Hugues Ier de Nordgau
                - Eberhard IV de Nordgau
                  - Hugues II de Nordgau
                  - Eberhard V de Nordgau
                    - Hugues IV de Nordgau
                      - Hugues VI de Nordgau
                        - Henri Ier de Dabo
                          - Hugues VII de Dabo
                          - Albert Ier de Dabo
                            - Henri-Hugues VIII de Dabo
                              - Hugues II de Metz
                                - Albert II de Dabo-Moha